# Certamen Ovidianum
Certamen Ovidianum Ponticum (Întrecerea ovidienilor la Pontul Euxin) este un concurs dedicat limbilor clasice, mai precis limba latină, ce se desfășoară anual la Constanța, începând cu anul 1993 și constă din scrierea unui eseu, despre opera poetului Ovidiu, și traducerea unui fragment din opera acestuia.
Concursul a fost inițiat ca o propunere a Catedrei de limba latină de la Liceul Teoretic „George Călinescu“ din Constanța, de a avea un concurs de limbă latină în România, după modelul concursului Certamen Ovidianum Sulmonese, care se desfășoară în Italia, în orașul natal al poetului latin Ovidiu.
Certamen Ovidianum Sulmonese este un concurs internațional de limba latină, organizat de liceul umanist Liceo Classico “Ovidio” din Sulmona, adresat elevilor din anii 2 și 3 de studiu ai liceelor clasice (umaniste) din întreaga lume. Astfel, la ediția din 2008 au participat elevi din 55 de licee, din care 21 de licee erau din afara Italiei. Câștigătorii premiilor I și II la clasele a X-a și a XI-a ale concursului de la Constanța au dreptul să paticipe la concursul din Italia, reprezentând România.